# کراماتورسک
کراماتورسک (به روسی: Краматорськ) شهری در استان دونتسک در کشور اوکراین است. جمعیت این شهر ۱۵۰,۰۸۴ نفر (۲۰۲۱ تخمینی)است.